# Video Cassette Recording
A VCR (Video Cassette Recording) egy – a Philips cég által kifejlesztett – 1972-ben piaci bevezetésre kerülő mozgókép-felvételi/lejátszási technológiára vonatkozó videókazetta szabvány.
Két rendszerváltozata jelent meg: az egyik a VCR Standard ("Europe Standard I"-ként is nevezték), a másik pedig a VCR Longplay. További változat az ezeken alapuló SVR rendszer.
A három változat egymással nem kompatibilis, bár mindhárom ugyanazt a kazettaformátumot alkalmazza.
Ezen kazettaformátum különlegessége, hogy a lecsévelő- és a felcsévelő orsó nem egymás mellett, hanem egymás fölött kap helyet.
A mágnesszalag a nyitott kazettaoldalon átlósan fut az alul elhelyezett lecsévelő orsóról a felette lévő felcsévelő orsóra. Az orsók egymás feletti elhelyezését azért választották, mert egymás melletti orsók esetén a kazetta mérete nagyobb lett volna.
A kazetta használata a felhasználó számára a készülék kezelésének egyszerűsödését jelenti. A kazetta védi a szalagot a mechanikai károsodás és a szennyeződés ellen. A nyitott kazettavégen lévő szalagot egy csappantyú védi. Ez csak akkor nyílik ki, ha a kazettát betolják a készülékbe. A gyárilag a videókazettára felvett műsor vagy más videófelvétel véletlen törlését az írásvédelmi retesz, a kazettaház külső oldalán lévő kitörhető nyelv akadályozza meg.

## A VCR rendszer működése[4]
A VCR Standard készülékeknél a kétfejes helikális felvételt alkalmazzák. A rendszer – a VHS rendszerhez, a VHS-C rendszerhez, és a Betamax rendszerhez hasonlóan – 1/2 inch (12,70 mm) szélességű mágnesszalagot használ. Mivel a fejdob átmérője 165 mm, a dob fél átfogása esetén a videosávhossz majdnem 165 mm lesz. A videósávszélesség 130 µm , a sávköz 57 µm. Hangfelvételre a VCR-Standard rendszernél két audiosáv áll rendelkezésre hosszirányban. Ezek a szalag felső és alsó élén találhatóak, szélességük egyenként 0,7 mm. Így tehát kétnyelvű videófelvétel is rögzíthető a kazettára.
A szalag haladási sebessége 14,29 cm/s. A fejdob forgási sebessége 1500 fordulat/perc.
A VCR Standard rendszernél a félképek ferde sávjai egymástól 5,5 sorral találhatók arrébb. Ez a soreltolódás a sávok egymástól való távolságából, valamint a szalag haladási sebességéből adódik. Ezt úgy választották, hogy a szomszédos sorok vízszintes szinkronimpulzusai egymás alatt függőlegesen helyezkednek el, és így lehetővé válik az állóképlejátszás.
A VCR képmagnók egy teljesen más befűzési rendszert alkalmaznak, mint a VHS, a Betamax, a U-Matic, a Video 2000, a Mini DV, a Micro MV és a Hi8 videómagnók. Ugyanis a szalag C alakban fűződik a fejdob köré.

## Műszaki adatok, specifikációk[5]
- Szalag szélessége: 12,70 mm (1/2 inch)
- Szalagsebesség: 14,29 cm/s
- Kazetta külső mérete: 130*130*40 mm
- Videofejdob átmérője: 165 mm
- Videofejdob fordulatszáma: 1500 fordulat/perc

## Játékidő és szalaghossz[6]
A VCR Standard rendszerre kidolgozott kazettákat 60, 45 és 30 perces időtartamra VC 60, VC 45 és VC 30 jelöléssel hozták forgalomba. Időközben az új VCR Longplay rendszer keretében létrehozott új osztályozás szerint az LVC 30, LVC 60, LVC 120, LVC 150 és LVC 180 jelű kazetták kerültek forgalomba. A számok a VCR Longplay rendszerű kazetták lejátszási idejét jelentik percben. Természetesen az új üres kazettákat minden további nélkül a korábbi VCR Standard rendszer videómagnetofonjain is lehet felvételre használni, de a 2,2-es faktorral a nagyobb szalaghaladási sebesség miatt a lejátszási idő rövidebb lesz.
| Típusok/Jelölések | Játékidő percben | Játékidő órában       | Szalag hossza méterben |
| ----------------- | ---------------- | --------------------- | ---------------------- |
| VC 30             | 30 perc          | fél (1/2) óra         | 257,22 méter           |
| VC 45             | 45 perc          | háromnegyed (3/4) óra | 385,83 méter           |
| VC 60             | 60 perc          | 1 óra                 | 514,44 méter           |

| Típusok/Jelölések | Videókazetta játékideje percben | Videókazetta játékideje órában |
| ----------------- | ------------------------------- | ------------------------------ |
| LVC 30            | 30 perc                         | fél (1/2) óra                  |
| LVC 60            | 60 perc                         | 1 óra                          |
| LVC 120           | 120 perc                        | 2 óra                          |
| LVC 150           | 150 perc                        | 2 és fél (2 és 1/2 óra)        |
| LVC 180           | 180 perc                        | 3 óra                          |